# 濂水镇
濂水镇，是中华人民共和国陕西省汉中市南郑区下辖的一个乡镇级行政单位。

## 行政区划
濂水镇下辖以下地区：
濂水村、柏杨村、里仁村、联合村、七里村、垭豁村、熊庙村、梁营村、西河村、团堆村和白鹤村。